# Margny-lès-Compiègne
Pour les articles homonymes, voir Margny.
Margny-lès-Compiègne est une commune française située dans le département de l'Oise en région Hauts-de-France.

## Géographie

### Localisation
Margny-lès-Compiègne est une commune périurbaine picarde située au nord de Paris qui occupe la rive droite de l'Oise.
Comme son nom le suggère, la commune jouxte par le nord-ouest Compiègne, dont elle est en partie séparée par le lit de l'Oise.
La commune se trouve dans l'aire d'attraction de Compiègne, ainsi que dans son unité urbaine, dans sa zone d'emploi et dans son bassin de vie.

### Communes limitrophes
Les communes limitrophes sont Baugy, Bienville, Clairoix, Compiègne, Coudun, Lachelle et Venette.
| Baugy    | Coudun               | Bienville |
| Lachelle | Margny-lès-Compiègne | Clairoix  |
| Venette  |                      | Compiègne |

### Géologie et relief
La superficie de la commune est de 6,66 km2 ; son altitude varie de 31  à   102 mètres.
Le village se crée au pied d'une côte, entre la plaine  crayeuse, qui culmine à 101 m et la vallée alluvionnaire de l'Oise, qui s'abaisse à 33 m. La côte de Margny est due à une flexure, abaissement d'axe assez brutal, qui fait plonger la craie de 80 m sous l'Oise pour remonter à Compiègne avant de s'enfoncer sous la forêt.
Ce coteau bien exposé, était propice à la vigne, mais cette culture est remplacée à la fin du XIXe siècle par des vergers et des jardins. Au pied de la flexure s'étend le lit majeur de l'Oise.
La rivière s'y étalait en plusieurs bras dans les épaisses alluvions argilo-sableuses où la nappe phréatique affleure en étangs et en mares. Il existait une grande mare dite de Margny, située sur l'emplacement du parc de la Mairie, d'où l'actuel quartier des étangs mérite son nom. Cette prairie marécageuse est parfois envahie par les inondations comme en 1658, 1784, 1926, 1993-1994.

### Hydrographie

#### Réseau hydrographique

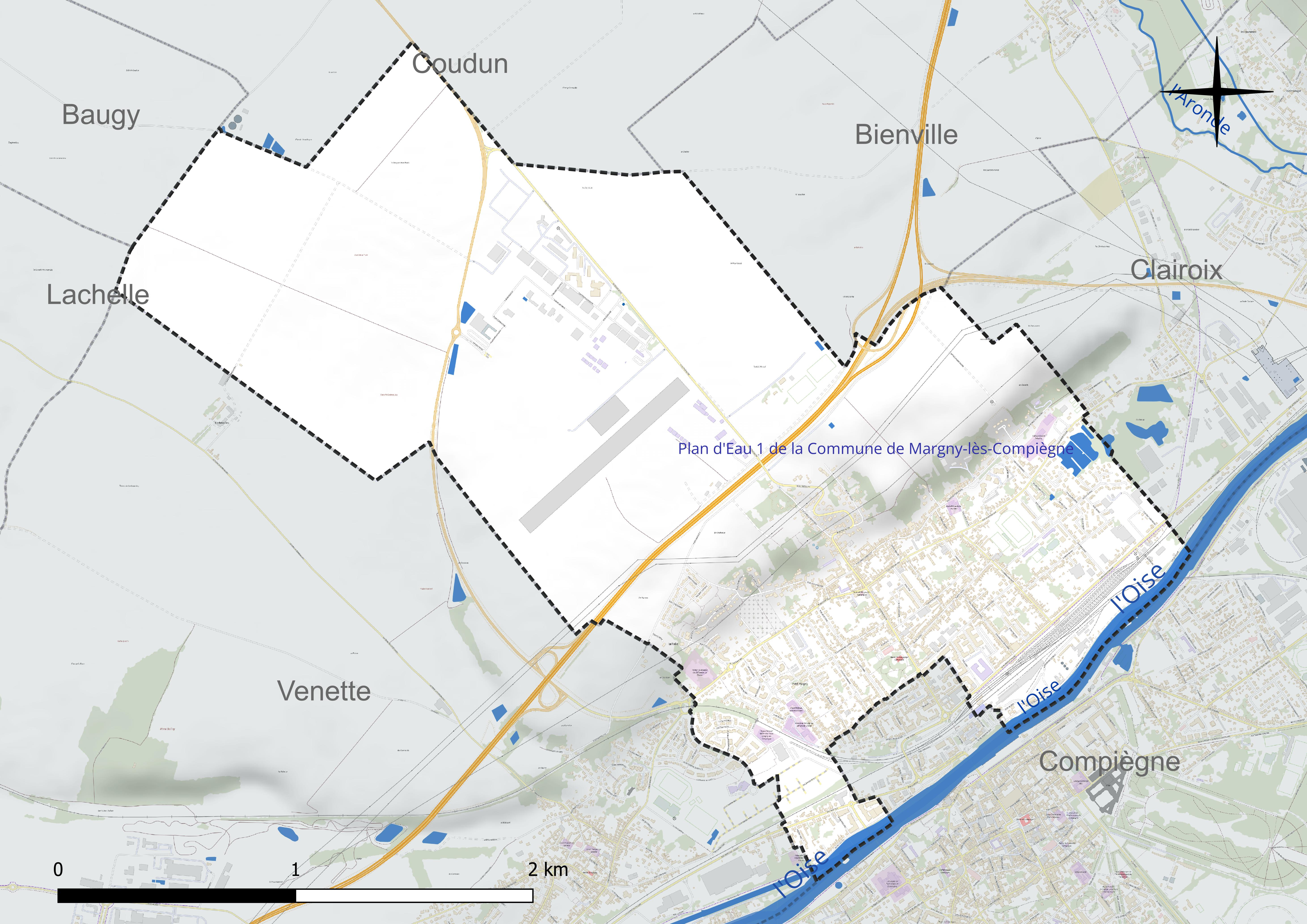
Réseau hydrographique de Margny-lès-Compiègne.

La commune est située dans le bassin Seine-Normandie. Elle est drainée par l'Oise et la dérivation de Venette,,.
L'Oise prend sa source en Belgique, à 309 mètres d'altitude, dans l'ancienne commune de Forges et se jette dans la Seine à 20 mètres d'altitude, au Pointil en rive droite et en aval du centre de Conflans-Sainte-Honorine dans le département des Yvelines. D'une longueur 341 kilomètres, elle est presque entièrement navigable et bordée de canaux sur 104 kilomètres. Les caractéristiques hydrologiques de l'Oise sont données par la station hydrologique située sur la commune de Venette. Le débit moyen mensuel est de 0,623 m3/s. Le débit moyen journalier maximum est de 461 m3/s, atteint lors de la crue du 4 mai 2013. Le débit instantané maximal est quant à lui de 20,5 m3/s, atteint le même jour.
Un plan d'eau complète le réseau hydrographique : le plan d'eau 1 de la commune de Margny-lès-Compiègne (1,6 ha),.

#### Gestion et qualité des eaux
Le territoire communal est couvert par le schéma d'aménagement et de gestion des eaux (SAGE) « Sensée ». Ce document de planification concerne un territoire de 789 km2 de superficie, délimité par trois bassins versants en totalité ou en partie (Aisne, Oise et Aronde). Le périmètre a été arrêté le 16 octobre 2001 et le SAGE proprement dit a été approuvé le 8 juin 2009, puis révisé le 27 novembre 2019. La structure porteuse de l'élaboration et de la mise en œuvre est le syndicat mixte Oise-Aronde.
La qualité des cours d'eau peut être consultée sur un site dédié géré par les agences de l'eau et l'Agence française pour la biodiversité.

### Climat
Le climat qui caractérise la commune est qualifié, en 2010, de « climat océanique dégradé des plaines du Centre et du Nord », selon la typologie des climats de la France qui compte alors huit grands types de climats en métropole. En 2020, la commune ressort du type « climat océanique altéré » dans la classification établie par Météo-France, qui ne compte désormais, en première approche, que cinq grands types de climats en métropole. Il s'agit d'une zone de transition entre le climat océanique, le climat de montagne et le climat semi-continental. Les écarts de température entre hiver et été augmentent avec l'éloignement de la mer. La pluviométrie est plus faible qu'en bord de mer, sauf aux abords des reliefs.
Les paramètres climatiques qui ont permis d'établir la typologie de 2010 comportent six variables pour les températures et huit pour les précipitations, dont les valeurs correspondent à la normale 1971-2000. Les sept principales variables caractérisant la commune sont présentées dans l'encadré ci-après.
| Paramètres climatiques communaux sur la période 1971-2000 - Moyenne annuelle de température : 10,7 °C - Nombre de jours avec une température inférieure à −5 °C : 3,2 j - Nombre de jours avec une température supérieure à 30 °C : 3,6 j - Amplitude thermique annuelle : 15,2 °C - Cumuls annuels de précipitation : 687 mm - Nombre de jours de précipitation en janvier : 11,4 j - Nombre de jours de précipitation en juillet : 8,6 j |

Avec le changement climatique, ces variables ont évolué. Une étude réalisée en 2014 par la Direction générale de l'Énergie et du Climat complétée par des études régionales prévoit en effet que la  température moyenne devrait croître et la pluviométrie moyenne baisser, avec toutefois de fortes variations régionales. La station météorologique de Météo-France installée sur la commune et mise en service en 1994 permet de connaître en continu l'évolution des indicateurs météorologiques. Le tableau détaillé pour la période 1981-2010 est présenté ci-après.
| Mois                                  | jan.          | fév.           | mars           | avril         | mai             | juin          | jui.          | août           | sep.          | oct.          | nov.             | déc.             | année     |
| ------------------------------------- | ------------- | -------------- | -------------- | ------------- | --------------- | ------------- | ------------- | -------------- | ------------- | ------------- | ---------------- | ---------------- | --------- |
| Température minimale moyenne (°C)     | 1,1           | 1,8            | 3,4            | 5,3           | 8,9             | 11,2          | 13,2          | 13,3           | 10,4          | 7,9           | 4,4              | 1,5              | 6,9       |
| Température moyenne (°C)              | 3,6           | 4,9            | 7,4            | 10,2          | 13,8            | 16,7          | 18,9          | 18,9           | 15,5          | 11,9          | 7,3              | 3,8              | 11,1      |
| Température maximale moyenne (°C)     | 6,1           | 7,9            | 11,5           | 15,1          | 18,8            | 22,1          | 24,6          | 24,5           | 20,5          | 15,9          | 10,1             | 6,1              | 15,3      |
| Record de froid (°C) date du record   | −15 07.01.09  | −10,3 07.02.12 | −10,4 13.03.13 | −4,8 07.04.21 | −0,6 07.05.1997 | 3,1 01.06.06  | 4,9 03.07.11  | 4,9 28.08.1998 | 0,5 30.09.18  | −4,6 28.10.03 | −10,4 24.11.1998 | −11,3 29.12.1996 | −15 2009  |
| Record de chaleur (°C) date du record | 14,8 09.01.15 | 19 27.02.19    | 25,1 31.03.21  | 27,5 19.04.18 | 30,6 27.05.05   | 35,3 27.06.11 | 41,5 25.07.19 | 39,2 12.08.03  | 34,8 15.09.20 | 28,2 01.10.11 | 20,2 06.11.18    | 16,4 07.12.00    | 41,5 2019 |
| Précipitations (mm)                   | 53,3          | 45,7           | 46,9           | 48,1          | 58              | 51            | 59,7          | 70,9           | 49,8          | 63,9          | 55,3             | 59,6             | 662,2     |

## Urbanisme

### Typologie
Au 1er janvier 2024, Margny-lès-Compiègne est catégorisée centre urbain intermédiaire, selon la nouvelle grille communale de densité à sept niveaux définie par l'Insee en 2022.
Elle appartient à l'unité urbaine de Compiègne, une agglomération intra-départementale regroupant quatorze  communes, dont elle est une commune de la banlieue,,.
Par ailleurs la commune fait partie de l'aire d'attraction de Compiègne, dont elle est une commune du pôle principal,. Cette aire, qui regroupe 101 communes, est catégorisée dans les aires de 50 000 à moins de 200 000 habitants,.

### Occupation des sols

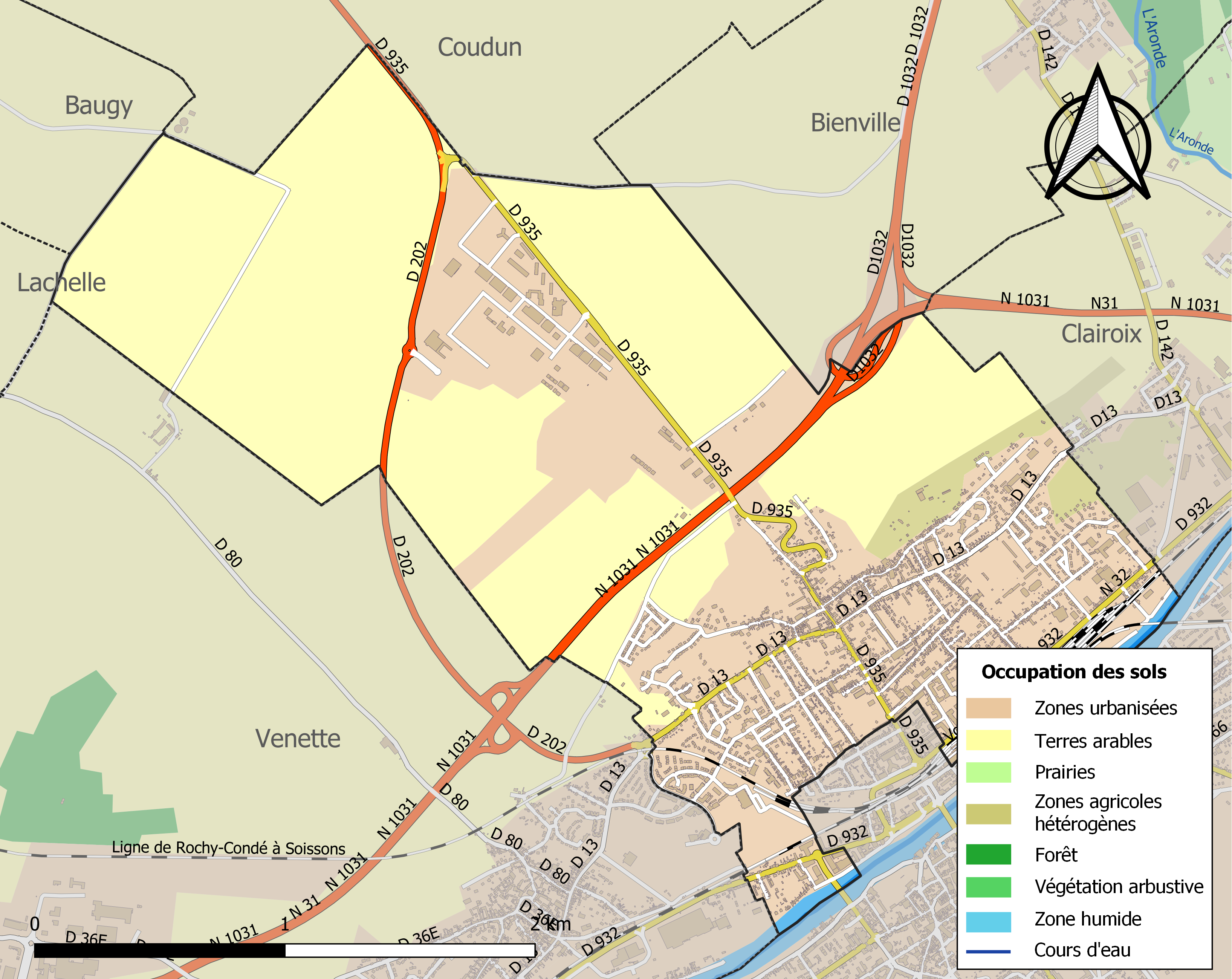
Carte des infrastructures et de l'occupation des sols de la commune en 2018 (CLC).

L'occupation des sols de la commune, telle qu'elle ressort de la base de données européenne d'occupation biophysique des sols Corine Land Cover (CLC), est marquée par l'importance des territoires agricoles (54,9 % en 2018), en diminution par rapport à 1990 (60 %).
La répartition détaillée en 2018 est la suivante : terres arables (53 %), zones urbanisées (25,2 %), espaces verts artificialisés, non agricoles (14,2 %), zones industrielles ou commerciales et réseaux de communication (4,4 %), zones agricoles hétérogènes (1,9 %), eaux continentales (1,4 %).
L'évolution de l'occupation des sols de la commune et de ses infrastructures peut être observée sur les différentes représentations cartographiques du territoire : la carte de Cassini (XVIIIe siècle), la carte d'état-major (1820-1866) et les cartes ou photos aériennes de l'IGN pour la période actuelle (1950 à aujourd'hui).

### Morphologie urbaine
En 1850, Louis Graves indique que « le chef-lieu est au pied des talus [du] plateau. Il est formé de trois rues, dont deux sont parallèles, et la teeisième croisant à angle droit, constituée.par la route d'Abbeville ».
Le village de Margny est d'abord linéaire, le long de la rue des Gouttes-d'Or prolongée en amont par la ruelle des Gouttes-d'Or. Le cœur du village se situe dans la rue des Gouttes-d'Or autrefois appelée rue de l'Église (nommée selon l'église Saint-Pierre, démolie). Puis le village se développe à une croisée de chemins : rue de la République et avenue Raymond-Poincaré. Ces deux chemins coupent transversalement l'avenue Octave-Butin, aménagée comme route Royale en 1772-82. À partir de la seconde moitié du XIXe siècle, Margny-lès-Compiègne prend l'aspect d'un faubourg, mais très aéré avec beaucoup de maisons en brique. La construction du chemin en fer y contribue pour beaucoup, atteignant Margny en 1847. La voie ferrée forme une sorte de barrage qui double celui naturel de l'Oise.
Aujourd'hui, la rue Octave-Butin continue à être l'axe central interne à la commune, à partir duquel sont irrigués les différents quartiers. Cette rue a un rôle d'organisation interne des déplacements routiers, cycle et piétonne. L'avenue Octave-Butin a donc les fonctions essentielles de centralité, mixité, accessibilité des services et dessertes.

### Habitat et logement
En 2021, le nombre total de logements dans la commune était de 4 553, alors qu'il était de 4 267 en 2016 et de 3 947 en 2011.
Parmi ces logements, 87,7 % étaient des résidences principales, 4,1 % des résidences secondaires et 8,2 % des logements vacants. Ces logements étaient pour 44,8 % d'entre eux des maisons individuelles et pour 53 % des appartements.
Le tableau ci-dessous présente la typologie des logements à Margny-lès-Compiègne en 2021 en comparaison avec celle de l'Oise et de la France entière. Une caractéristique marquante du parc de logements est ainsi une proportion de résidences secondaires et logements occasionnels (4,1 %) supérieure à celle du département (2,4 %) mais inférieure à celle de la France entière (9,7 %).
| Typologie                                               | Margny-lès-Compiègne | Oise | France entière |
| ------------------------------------------------------- | -------------------- | ---- | -------------- |
| Résidences principales (en %)                           | 87,7                 | 90,5 | 82,2           |
| Résidences secondaires et logements occasionnels (en %) | 4,1                  | 2,4  | 9,7            |
| Logements vacants (en %)                                | 8,2                  | 7    | 8,1            |

Le parc de résidences principales de la commune compren plus de 20 % de logements sociaux et Margny-lès-Compiègne respecte donc les obligations qui lui sont faites en la matière par l'article 55 de la loi SRU.

### Planification de l'aménagement
Le SDAU (schéma directeur d'aménagement et d'urbanisme) qui s'applique sur la commune a été mis en place en 1973 et a abouti en 1975 à l'élaboration du POS (plan d'occupation du sol) de la commune. Le POS définit ainsi Margny : « petite ville tranquille, un peu rurale et agréable avec ses jardins. » La révision du POS, actuellement baptisée PLU entamée en 2000, est fondée avant tout sur la disparition des friches industrielles et économiques mais aussi sur la limitation des immeubles économiques, ainsi que l'aménagent de sites paysagers et de trames vertes. La crise de l'économie locale, industrielle et commerciale a purement touché les ressources de la commune, mais la commune tente d'y remédier avec l'aide de l'ARC (agglomération de la région de Compiègne), l'ex-SIVOM et l'ex-CCRC (communauté de communes de la région de Compiègne) issue en 2000.

### Projets d'aménagement
L'aménagement de l'éco-quartier de la gare, partagé entre Compiègne et Margny-lès-Compiègne et qui s'étend sur plus de 16 ha, s'engage en 2023. Il comprendra une nouvelle gare, s'ouvrant vers chacune des deux villes, un nouvel hôtel 4 étoiles, entre 350 et 400 nouveaux logements et 1 500m2 de commerces. Une nouvelle passerelle entre le futur parvis et le cours Guynemer sera également construite pour faciliter l’.

### Voies de communication et transports
Le territoire communal est traversé par la rocade nord de Compiègne (RN 1031), une voie express, et desservi par la route nationale 31, l'ancienne Route nationale 35 et l'ancienne route nationale 332 (actuelles RD 935 et 932).
Les lignes Creil à Jeumont et de Rochy-Condé à Soissons traversent la commune, et la gare de Compiègne, située en partie sur le territoire communal, est desservie par des trains TER Hauts-de-France qui effectuent des missions entre les gares : de Paris-Nord et de Saint-Quentin, Cambrai ou Maubeuge ; de Paris-Nord et de Compiègne ; de Compiègne et de Saint-Quentin ; de Compiègne et d'Amiens.
La commune est desservie, en 2023, par les lignes 2, 4, D2, 107, 109 et la navette Hauts de Margny du réseau TIC ainsi que par la ligne 18 du service AlloTIC. Elle est également desservie par les lignes 668, 6311, 6312 et 6321 du réseau interurbain de l'Oise.
L'Aérodrome de Compiègne - Margny, situé sur la commune, est ancien site militaire ayant formé la « base aérienne 552 »  et la « base Général Estienne » et devenu un aérodrome civil propriété de l'intercommunalité, qui les met à disposition des associations aériennes locales depuis l'été 2008.

## Toponymie
Le nom de la localité est attesté sous les formes Marengni (1245) ; Margni (1245) ; Marreignaci (1261) ; Marenium (1265) ; de marrigniaco (1283) ; Marenni (vers 1300) ; ville de Maregny (1305) ; Marreigni (1317) ; Marrigny emprez compiegne (1391) ; Marigny sur la chaussee (1430) ; Marigni en la chaussée (vers 1475) ; le Grand Margny (vers 1475) ; Margny-sur-Oise (1477) ; Marigni près Compiègne (1530) ; Maigni (1560) ; Marigny lez Compiègne (XVIe) ; Marigny près Compiègne (1667) ; Margny près Compiègne (1756) ; Margny-lès-Compiègne (1840).
La préposition « lès » permet de signifier la proximité d'un lieu géographique par rapport à un autre lieu. En règle générale, il s'agit d'une localité qui tient à se situer par rapport à une ville voisine plus grande. La commune de Margny indique qu'elle se situe près de Compiègne.
L'origine du nom de Margny est gallo-romaine, et désigne le domaine d'un dénommé Madrinius[réf. nécessaire]. La forme actuelle du nom ne se fixe qu'au XIXe siècle en conservant le vieux mot français  lès  qui signifie : côté, flan

## Histoire

### Préhistoire
Margny-lès-Compiègne est un site d'abord préhistorique, ainsi que l'indiquent des découvertes archéologiques : un puits, vers Corbeaulieu, révèle une exploitation préhistorique de silex utilisés pour fabriquer des outils tranchants comme des pointes de flèches ou des lames de couteaux.

### Antiquité
Margny est un territoire des Bellovaques. On y a retrouvé des vestiges et petits objets d’époque gallo-romaine.

### Moyen Âge
Les circonscriptions ecclésiastiques de l'ancien régime conservèrent la délimitation des « cités » : Compiègne relevait de Soissons mais Margny de  l'abbaye de Saint-Lucien. Une croix de fer se dressait au milieu de l'ancien pont dit de Saint-Louis et marquait le changement de juridiction[réf. nécessaire]. Le vieux pont reconstruit par Saint Louis traversait la rivière depuis la Grosse Tour et s'appuyait, rive droite sur une sorte de redoute, dite boulevard, entourée de fossés, qui dominait la prée de Margny. Cette prée fut le théâtre de nombreux tournois, de joutes et de fêtes de 1200 à 1410.
Louis Graves indique « Margny était le chef-lieu d'une des prévôtés du bailliage de Compiègne. Philippe-Auguste fit présent, vers 1208, de cette jurisdiction., ou plutôt des droits qu'elle rapportait, à la commune de Compiègne. Cependant les rois conservèrent quelque domaine , car on trouve qu'au mois de mars 1317, Philippe le Long donna à Pierre de Marcheny , chevalier, son queux, tout ce qu'il avait en la terre de Margny ».
La tête du pont fortifiée en « boulevard », qui protégeait ce qui fut longtemps le seul passage permanent sur la rivière entre Pont-l'Évêque et Pont-Saint-Maxence, fut avant tout une zone militaire.
N.B. : Lors de la Guerre de Cent Ans, le village est presque entièrement détruit durant le siège de Compiègne de 1430, où Jeanne-d'Arc est capturée à la Prée avec son frère Pierre d'Arc par les Bourguignons.

### Temps modernes
Le domaine faisait partie du duché d'Humières.
En 1685, selon les registres paroissiaux, les habitants sont vignerons, jardiniers, tonneliers, laboureurs, etc. ou des compagnons de la rivière (pilotes d’embarcations, sous l’autorité du Maître du Pont)
Les nombreux déplacements de Louis XIV à Compiègne favorisent le développement des villages avoisinants, et Margny se découvre lieu de fêtes et terrains de manœuvres royales.
La construction du Pont Neuf en 1733-1734 sur l'ordre de Louis XV, entraîne le redressement de la chaussée de Margny, qui est alors plus facilement reliée à Compiègne. Louis XV organise le Camp de Margny en juillet 1764. Les carrières servent à fournor des pierres pour la reconstruction du château de Compiègne.
Les contestations sont de plus en plus vives entre Compiègne et Margny, qui se disputent le Prée Margny (nommé par la suite le Petit Margny),qui forme  une zone où les juridictions s'enchevêtraient alors que son importance économique s'accroissait.
En dehors de l'artisanat rural, une industrie apparait fin XVIIe siècle à Margny : une manufacture de draps, camelots et peluches, fondée par Jacquin. Cette manufacture royale est installée à l'emplacement de l'actuelle mairie, mais disparait vers 1770, sans doute victime du Traité Eden-Rayneval (libre échange avec la Grande-Bretagne)[réf. nécessaire].
Avant la Révolution française, Margny dépend de la circonscription administrative, fiscale, judiciaire et militaire de Paris et est rattachée au diocèse de Beauvais.

### Révolution française et Empire
Le Petit-Margny, qui avait décidé en 1789 de rejoindre Margny, est rattaché à Compiègne en 1791à la suite d'intrigues de cette dernière. « ce rapt, accompli malgré la volonté manifeste des habitants, ne fut jamais oublié du village amputé qui rêva désormais de reconstituer son unité et de retrouver ses « frontières naturelles ».
Les deux communes sont d'ailleurs gérées ensemble de 1795 à 1800 dans le cadre d'une municipalité cantonale.
L'église Saint Pierre devient de 1801 à 1844, une annexe de la paroisse Saint Jacques de Compiègne et n'est alors desservie que par un vicaire.
À la fin de l'épopée napoléonienne, Margny est incendié par l'armée prussienne venues assiéger Compiègne défendue par le major Othenin pendant l'invasion de 1814,.

### Époque contemporaine
Lors de la Restauration, Margny s’urbanise et s’agrandit, l’école est reconstruite et un instituteur recruté. La paroisse est recrée.
Le rapport étroit entre les Margny et Compiègne entraîne des conflits, et la méfiance est grande envers Compiègne, soupçonnée de visées annexionnistes. La querelle éclate au propos de la future gare de chemin de fer, Margny estimant que le chemin de fer est plutôt un inconvénient et voulant rester un village.
Jusqu'à la première moitié du XIXe siècle, l'activité économique du village repose sur la culture des grains et des fourrages et sur celle de la vigne, abandonnée depuis la crise du phylloxera vers 1880, ainsi que sur les artisanats des transports, avec les rouliers bateliers, hôtelliers et maîtres de poste.
L'arrivée du chemin de fer au milieu du XIXe siècle exacerbe le conflit récurrent avec Compiègne, qui réclame l'annexjon totale de Margny afin que la future gare soit située en intégralité sur le territoire de la ville sous-préfecture. Après d'importantes protestations du conseil municipal contre « l'administration de Compiègne, fidèle à sa politique d'envahissement », Margny obtient de conserver son indépendance communale.
Depuis l'installation de la gare de Compiègne, dont les installations s'étendent en partie sur la commune, en 1847, facilitant les déplacements des personnes et le transport des marchandises, une activité industrielle et commerciale avec la création de chaudronnerie, fonderies de cuivre et de fer, a transformé le village demeuré jusque-là rural.
En 1850, deux moulins à vent, plusieurs carrières, deux fours à chaux, trois fours à plâtre sont installés à Margny. La population vit alors de l'agriculture.
Les sept carrières ferment dans le dernier quart du XIXe siècle.
La première ligne de téléphone est installée en 1889.
Un aérodrome, considéré comme le plus ancien du monde, est implanté par Robert Martinet et Georges Legagneux, deux pionniers de l'aviation, en 1911, derrière la ferme de Corbeaulieu, sur un ancien terrain d’entrainement de chevaux de courses. Les pistes étaient les champs voisins, et le hangar, une charpente de bois démontable couverte de toiles. La fête aérienne d'inauguration de Pâques 1911 rassemble environ 25 000 personnes en présence du  ministre chargé des transports. Le terrain est également utilisé pendant la Première Guerre Mondiale.
Durant la Première Guerre mondiale, la commune est occupée par les Allemands du 31 août au 13 septembre 1914 puis subit des destructions, notamment lors de bombardements qui interviennent de mars à août 1918, pendant Bataille du Matz, durant laquelle la population est évacuée. On compte 114 victimes de la guerre, et a  été décorée de la Croix de guerre 1914-1918, le 21 février 1921.
Les élections législatives de Margny opposaient régulièrement le maire de Compiègne contre un homme politique de la commune. Ce fut le cas d'Octave Butin, député-maire de Margny de 1896 à 1926. Lors de son mandat, il transforme Margny en ville en la dotant des locaux et moyens adaptés : raccordement à l’eau courante, et installation de l'assainissement à partir de 1925, création d’un cinéma et d’une salle de bal, le déménagement de la mairie dans l’hôtel de ville actuel, l’ouverture d’un bureau de poste en décembre 1926, de nouvelles écoles, un marché et un marché franc ainsi qu’un grand projet d’aménagement et d’embellissement qui voit la création de nouveaux quartiers. En hommage aux  qualités d'administrateur d'Octave Butin, un monument lui est dédié en 1928, à l'intérieur de la nouvelle mairie.
Durant la Seconde Guerre mondiale, la commune est  occupée par les allemands à partir du 10 juin 1940. L'Aérodrome de Compiègne - Margny, tout juste établi dans l'emprise de Margny. voit atterir le 21 juin 1940 la délégation allemande menée par Adolf Hitler accompagné par  Rudolf Hess et le maréchal Göring, qui se rendent à la clairière de Rethondes pour y signer l'armistice du 22 juin 1940.
Cinquante-deux convois de déportés partent du Quai des déportés de la gare de Compiègne, situé à Margny, pour être envoyés à Dachau, Buchenwald, Auschwitz, Neuengamme. Compiègne est alors le premier centre de déportation des prisonniers politiques (près de 50 000 sur les 139 000 déportés français),
Des bombardements allemands, en août 1944, font d’importants dégâts et plusieurs victimes civiles. Margny est libérée par une compagnie de soldats américains le 1er septembre 1944.
Après la  Libération, les Américains construisent à l'aérodrome deux pistes bétonnées, remplacées en 1947 par deux pistes enherbées ; le terrain garde sa fonction militaire jusqu'en 2007, où, après 45 ans de présence de l'Aviation légère de l'Armée de terre (ALAT) et de 30 ans pour le 6e RHC, la base Général Estienne ferme ses portes officiellement.
Margny reçoit en 1947 la Croix de guerre 1939-1945 et la ville fait ériger un second Monument aux Morts à côté du premier, construit à la suite de la Première Guerre mondiale, faute de place pour y inscrire tous les noms des victimes du second conflit mondial.

## Politique et administration

### Rattachements administratifs et électoraux

#### Rattachements administratifs
La commune se trouve depuis 1926 dans l'arrondissement de Compiègne du département de l'Oise.
Elle faisait partie de 1793 à 1973 du canton de Compiègne, année où celui-ci est scindé et la commune rattachée au canton de Compiègne-Nord. Dans le cadre du redécoupage cantonal de 2014 en France, cette circonscription administrative territoriale a disparu, et le canton n'est plus qu'une circonscription électorale.

#### Rattachements électoraux
Pour les élections départementales, la commune fait partie depuis 2014 du canton de Compiègne-1.
Pour l'élection des députés, elle fait partie de la sixième circonscription de l'Oise.

### Intercommunalité
Margny-lès-Compiègne était membre de la communauté d'agglomération dénommée Agglomération de la région de Compiègne, un établissement public de coopération intercommunale (EPCI) à fiscalité propre créé en 2005 qui succédait à la communauté de communes de la région de Compiègne (CCRC) créée elle-même fin 1999, et auquel la commune avait transféré un certain nombre de ses compétences, dans les conditions déterminées par le code général des collectivités territoriales.
Dans le cadre des dispositions de la loi portant nouvelle organisation territoriale de la République du 7 août 2015, qui prévoit que les établissements publics de coopération intercommunale (EPCI) à fiscalité propre doivent avoir un minimum de 15 000 habitants, cette intercommunalité a fusionné avec la communauté de communes de la Basse Automne pour former, le 1er janvier 2017, la communauté d'agglomération dénommée Agglomération de la Région de Compiègne et de la Basse Automne (ARCBA), dont est désormais membre la commune.

### Tendances politiques et résultats
Mors du premier tour des élections municipales de 2014 dans l'Oise, la liste UDI menée par le maire sortant Bernard Hellal  obtient la majorité absolue des suffrages exprimés, avec 1 801 voix (64,71 %, 25 conseillers municipaux élus dont 5 communautaires), devançant très largement celles remées respectivement par : 

-  Bérenger Dumay (DIV, 814 voix, 29,25 %, 4 conseillers municipaux élus dont 1 communautaire) ; 

- Gwec'Hen Maudet (LO, 168 voix, 6,04 %, pas d'élus).

Lors de ce scrutin, 41,33 % des électeurs se sont abstenus.
Lors du premier tour des élections municipales de 2020 dans l'Oise, la liste DVC-LR menée par le maire sortant Bernard Hellal obtient la majorité absolue des suffrages exprimés, avec 1 124 voix (59,00 %, 24  conseillers municipaux élus dont 4 communautaires), devançant très largement celles menées respectivement par : 

- Emmanuelle Guillaume-Monnery (DVC - LREM, 661 voix, 34,70 %, 5 conseillers municipaux élus dont 1 communautaire) ;

- Gwec'hen Maudet (LO, 120 voix, 6,30 %, pas d'élus).

Lors de ce scrutin marqué par la pandémie de Covid-19 en France, 60,36 % des électeurs se sont abstenus.

### Liste des maires
| Période        | Période                   | Identité                       | Étiquette                  | Qualité |
| -------------- | ------------------------- | ------------------------------ | -------------------------- | --- |
| février 1790   | mars 1791                 | François de Montbayen          |                            | |
| mars 1791      | décembre 1792             | Jacques Bras                   |                            | |
| décembre 1792  | novembre 1795             | Claude Bruyant                 |                            | |
| novembre 1795  | avril 1799                | Louis Toussaint Ledru          |                            | agent municipal |
| avril 1799     | février 1827              | Louis François Lalouette       |                            | agent municipal puis maire en avril 1800                                                                                 |
| février 1827   | septembre 1831            | Charles Balthazar Dennel       |                            | |
| septembre 1831 | août 1854                 | Pierre Silas Louvet            |                            | |
| août 1854      | mai 1871                  | Charles François Benoît Bouton |                            | |
| mai 1871       | mai 1884                  | Constant Nicolas Soiron        |                            | |
| mai 1884       | mars 1886                 | Louis Adrien Depierre          |                            | |
| mars 1886      | mai 1888                  | Félix Vincent Préclin          |                            | |
| mai 1888       | juillet 1893              | François Butin                 |                            | |
| juillet 1893   | mai 1896                  | Hippolyte Armand Barré         |                            | |
| mai 1896       | octobre 1926              | Octave Butin                   | Gauche radicale            | Industriel, conseiller du commerce extérieur Député de l'Oise (1906 → 1910, 1914 → 1919) Officier de la Légion d'honneur |
| octobre 1926   | février 1931              | Ferdinand Sarazin              |                            | |
| février 1931   | mai 1935                  | Paul Rousseau                  |                            | |
| mai 1935       | février 1939              | René Hardret                   |                            | |
| février 1939   | mai 1945                  | Maurice Lambert                |                            | |
| mai 1945       | juillet 1954              | Louis Gracin,                  | SFIO                       | Secrétaire du Comité local de Libération Prothésiste dentaire                                                            |
| juillet 1954   | mars 1971                 | Marcel Balasse                 |                            | |
| mars 1971      | septembre 1981            | Aimé Dennel                    |                            | |
| septembre 1981 | mars 1989                 | Robert Dubois                  |                            | |
| mars 1989      | juin 1995                 | Maurice Régnier                |                            | Directeur du personnel d'entreprises de la région                                                                        |
| juin 1995      | En cours (au 27 mai 2020) | Bernard Hellal                 | PS puis LGM-UDI puis MoDem | Technicien supérieur commercial SNCF 1er vice-président de l'ARC Réélu pour le mandat 2020-2026,                         |

En 2023, Margny-lès-Compiègne est jumelée avec :
- Lexington (Niger) depuis 2001 ;
- Malbork (Pologne) depuis 2004.

## Équipements et services publics

### Enseignement
La ville de Margny-lès-Compiègne comporte trois écoles maternelles : l'école Édouard-Herriot, l'école Jules-Ferry et l'école Suzanne-Lacorre. Elle comporte également quatre écoles primaires : l'école Paul-Bert, l'école Suzanne-Lacorre, l'école Edouard- Herriot et l'école Ferdinand-Buisson. Il s'y situe également un collège : le collège Claude-Debussy, un des plus grands collèges de l'Oise.
La commune s'équipe en 2024 d'une cuisine centrale, afin de confesctionner en régie les plats des enfants, jusqu'alors fournis par des sociétés de restauration collective, et a passé des contrats avec des maraîchers et cultivateurs de plein-champ locaux pour la fourniture d'aliments locaux,.
La ville compte aussi une école privée sous contrat affiliée à la pédagogique Montessori, qui compte en septembre 2021 une classe unique de maternelle, une classe de CP et une classe de CE1.

### Équipements culturels
- La médiathèque Jean-Moulin est implantée dans la commune[51].

- L'ancienne scierie de Margny-lès-Compiègne, située  entre l’Oise et le chemin de fer dans un bâtiment bâtiment imaginé par l’architecte Étienne Charles Maurice Delaplace dans les années 1870, a été reconvertie  en le tiers-lieu culturel  du Bord de l'eau, où se rencontrent artistes et amateurs de spectacles[52],[53].

### Pôle évenementiel du Tigre
Le Tigre, équipement de l'Agglomération de la Région de Compiègne et de la Basse Automne, est un espace évenementiel modulable et adaptable comprenant la plus grande salle de spectacle de l'Oise. De nombreux salons s'y tiennent également,.

### Justice, sécurité, secours et défense
En 2001, la police municipale délocalise ses locaux pour venir s'installer dans un bâtiment neuf situé dans le parc de la Mairie. Leurs voisins sont la maison des jeunes et des associations.

## Population et société

### Démographie

#### Évolution démographique
L'évolution du nombre d'habitants est connue à travers les recensements de la population effectués dans la commune depuis 1793. Pour les communes de moins de 10 000 habitants, une enquête de recensement portant sur toute la population est réalisée tous les cinq ans, les populations de référence des années intermédiaires étant quant à elles estimées par interpolation ou extrapolation. Pour la commune, le premier recensement exhaustif entrant dans le cadre du nouveau dispositif a été réalisé en 2008.

En 2022, la commune comptait 8 700 habitants, en évolution de +5,87 % par rapport à 2016 (Oise : +0,87 %, France hors Mayotte : +2,11 %).
| 1793 | 1800 | 1806 | 1821 | 1831 | 1836 | 1841 | 1846 | 1851 |
| ---- | ---- | ---- | ---- | ---- | ---- | ---- | ---- | ---- |
| 448  | 468  | 505  | 527  | 532  | 541  | 551  | 590  | 690  |

| 1856 | 1861 | 1866 | 1872  | 1876  | 1881  | 1886  | 1891  | 1896  |
| ---- | ---- | ---- | ----- | ----- | ----- | ----- | ----- | ----- |
| 716  | 836  | 910  | 1 110 | 1 178 | 1 331 | 1 408 | 1 570 | 1 905 |

| 1901  | 1906  | 1911  | 1921  | 1926  | 1931  | 1936  | 1946  | 1954  |
| ----- | ----- | ----- | ----- | ----- | ----- | ----- | ----- | ----- |
| 2 284 | 2 550 | 2 831 | 3 381 | 4 060 | 4 425 | 4 607 | 4 563 | 4 923 |

| 1962  | 1968  | 1975  | 1982  | 1990  | 1999  | 2006  | 2008  | 2013  |
| ----- | ----- | ----- | ----- | ----- | ----- | ----- | ----- | ----- |
| 5 870 | 5 601 | 5 370 | 5 429 | 5 625 | 6 507 | 7 614 | 7 857 | 7 979 |

| 2018  | 2022  | - | - | - | - | - | - | - |
| ----- | ----- | - | - | - | - | - | - | - |
| 8 521 | 8 700 | - | - | - | - | - | - | - |

#### Pyramide des âges
La population de la commune est relativement jeune.
En 2018, le taux de personnes d'un âge inférieur à 30 ans s'élève à 40,2 %, soit au-dessus de la moyenne départementale (37,3 %). À l'inverse, le taux de personnes d'âge supérieur à 60 ans est de 19,7 % la même année, alors qu'il est de 22,8 % au niveau départemental.
En 2018, la commune comptait 4 137 hommes pour 4 384 femmes, soit un taux de 51,45 % de femmes, légèrement supérieur au taux départemental (51,11 %).
Les pyramides des âges de la commune et du département s'établissent comme suit.
| Hommes | Classe d’âge | Femmes |
| ------ | ------------ | ------ |
| 0,5    | 90 ou +      | 1,8    |
| 4,5    | 75-89 ans    | 7,2    |
| 12,2   | 60-74 ans    | 13,2   |
| 18,3   | 45-59 ans    | 17,8   |
| 22,1   | 30-44 ans    | 21,8   |
| 22,0   | 15-29 ans    | 18,8   |
| 20,5   | 0-14 ans     | 19,4   |

| Hommes | Classe d’âge | Femmes |
| ------ | ------------ | ------ |
| 0,5    | 90 ou +      | 1,4    |
| 5,5    | 75-89 ans    | 7,6    |
| 15,6   | 60-74 ans    | 16,3   |
| 20,8   | 45-59 ans    | 20     |
| 19,4   | 30-44 ans    | 19,4   |
| 17,6   | 15-29 ans    | 16,2   |
| 20,6   | 0-14 ans     | 19,1   |

### Manifestations culturelles et festivités
- « L'Imaginarium Festival », festival de musique étudiant qui s'est tenu jusqu'en 2023 tous les ans lors du week-end de Pentecôte[61],[62].

- Reconstitution historique des Fous d’histoire de Margny-lès-Compiègne[63], organisée par l’Association pour l’histoire vivante (APHV)[64], qui réunit plus de 120 compagnies et qui est implanté dans le Compiègnois depuis 2016.

- Festival « Le Grand rendez-vous » sur les berges de l’Oise, près du Tiers-lieu du Bord de l'eau, dont la 5e édition s'est tenue le dernier week-end d'août 2024[65].

### Sports et loisirs
L’US Margny-lès-Compiègne est le club de foot-ball de la commune.

### Vie associative
- « Harmonie », qui porte désormais le nom Les Zycos[67] qui eurent l'occasion d'exhiber leur nouvelle tenue le 1er mai 2011, à Compiègne, pour la « fête du Muguet[68] ».
- « Margny 2020 », collectif citoyen.
- « ASCCM » - Amicale Sportive des Cheminots de Compiègne-Margny, club de basketball évoluant en Nationale 3.

## Économie
Le Groupe France Télécom Orange y est présent avec un important centre technique ainsi que des services commerciaux d'Orange Business Services (Agence Entreprises Nord de France) entité destinée aux entreprises.[réf. nécessaire]
À la suite du départ du 6e régiment d'hélicoptères de combat en 2007, l'Agglomération de la Région de Compiègne décide de profiter de ce site pour y installer une zone d'activité, inaugurée en 2012. Le Pôle de développement des Hauts de Margny accueille, sur 60 hectares, une trentaine d'entreprises et plus de 200 emplois, dont la salle de spectacle Le Tigre, une recyclerie intercommunale, les Archives des villes de Compiègne et de Margny-les-Compiègne, un centre EPIDE.

## Culture locale et patrimoine

### Lieux et monuments
- Le Quai des déportés  Classé MH (2001)[32] de la gare de Compiègne se trouve sur le territoire communal[70]. Deux wagons avec témoignages auditifs des anciens déportés, ainsi que plusieurs silhouettes les représentants, rappellent ces époques douloureuses[71],[72].

Le mémorial du Quai des déportés
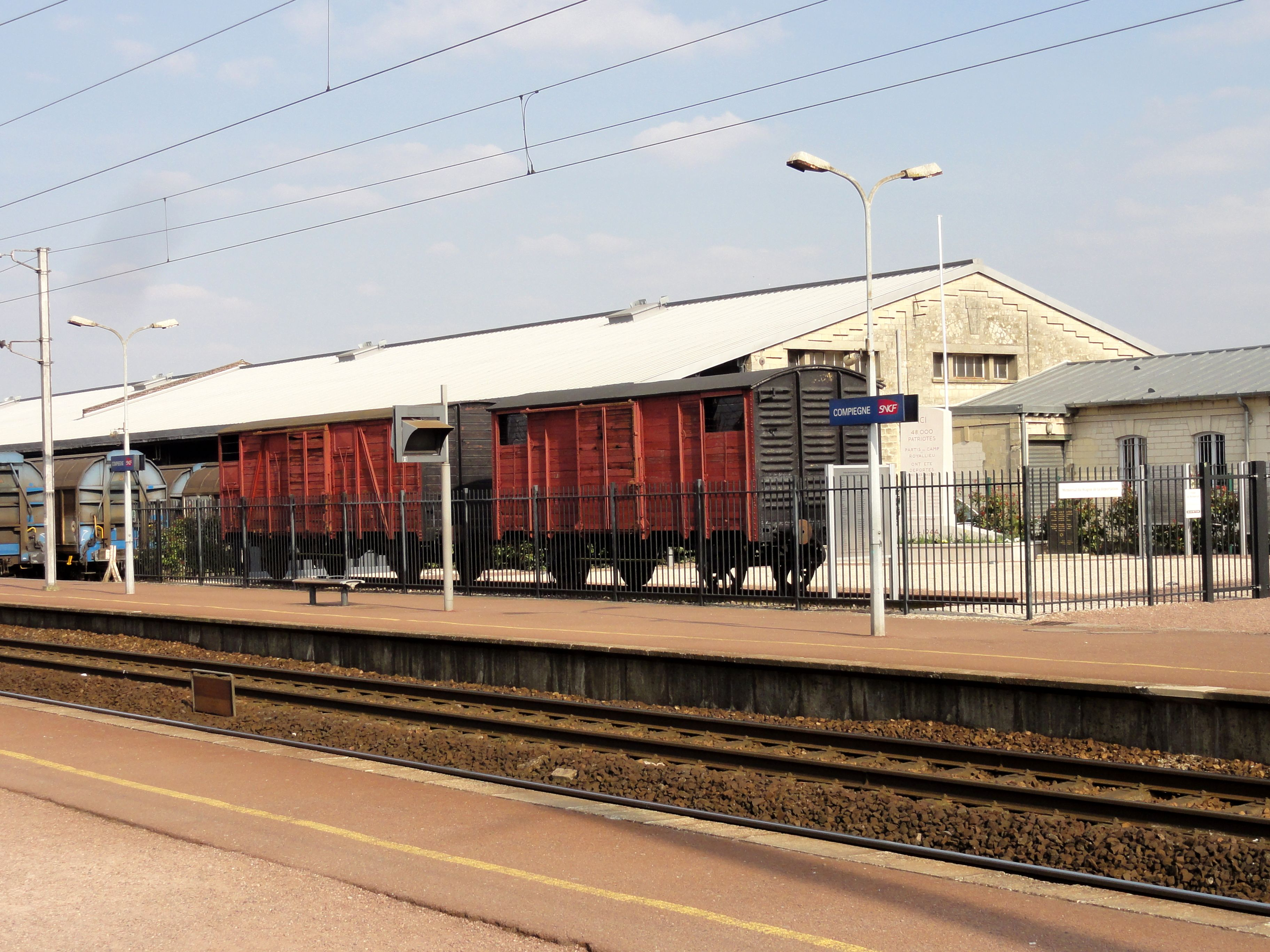
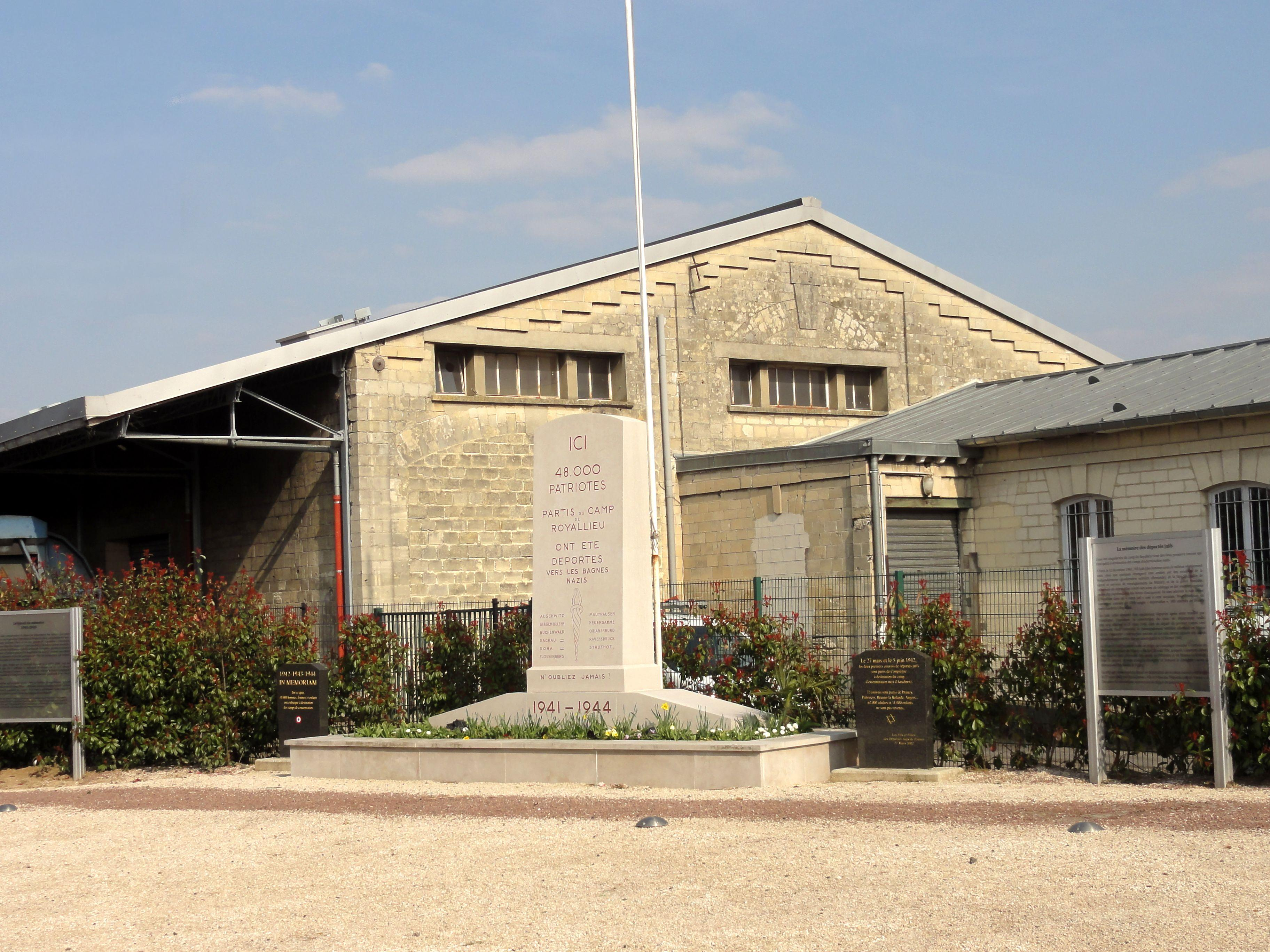

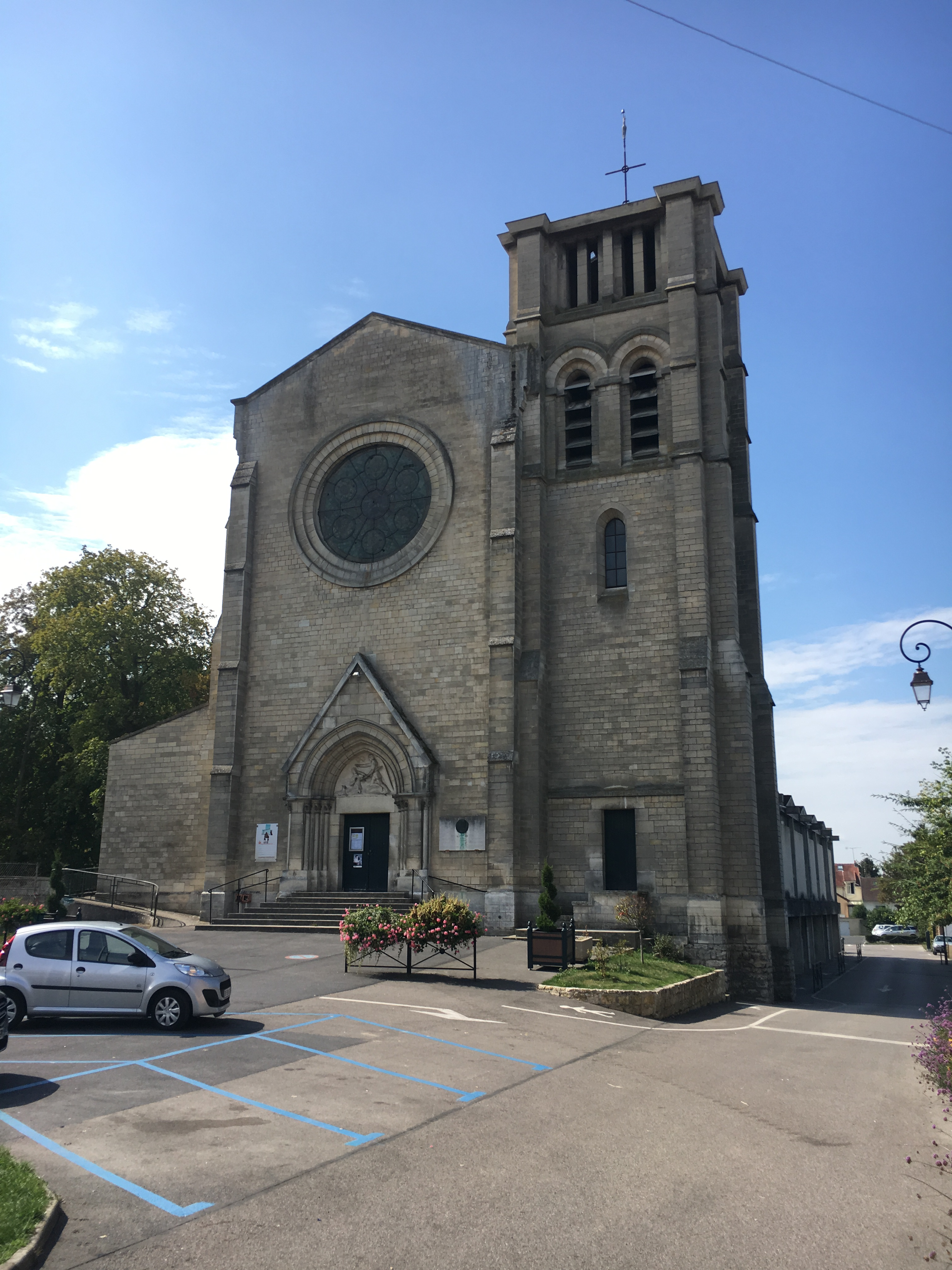
La façade de l'église.

- Eglise Sainte-Jeanne-d'Arc  Inscrite MH (2016)[73] édifiée en remplacement de l’église médiévale[Note 14] à partir de 1911 sur les plans de l'architecte Henri Bernard (1849-1929) en style néo-roman à l'initiative de l'abbé Hector Langlois (1852-1929) et dont la dédicace rappelle que Jeanne d'Arc a été capturée à proximité par les Anglo-Bourguignons en 1430. Cette partie comprend les quatre premières travées de la nef et le clocher, ainsi que le portail à gable, qui, s'inspirant d’un type très répandu dans la région aux XIIe et XIIIe siècles, présente un tympan représentant Jeanne d’Arc armée par un ange, réalisé par le  sculpteur Albert Roze. 
Elle est  achevée par l'architecte Henri Colboc (1917-1983), qui construit le chœur et les bas-côtés en béton armé entre 1958 et 1960[74],[75].

- Parc de la mairie[76].
- Bâtis industriels anciens : 
  - Stéarinerie Mauny, 10 rue de Beauvais, construit en  1882 pour Jean-Baptiste Dumay, fabricant de chandelles à Compiègne. En 1888, les locaux sont repris par Rollot et Loillier, marchands de bougies à Compiègne puis probablement démolis en 1894. En 1931, Emile Mauny y fait installer un dépôt souterrain d'essence et en 1962, 1962, l'emplacement est désigné comme fondoir de suif Emile Mauny et occupe plus de 10 salariés. Il s'agit de l'actuel garage automobile Depann'Nord[77].
  - Usine Poclain, 10 rue Pierre Curie. Le site est initialement occupé par l'usine de chaudronnerie Joly, fondée en 1850 et agrandi en 1862. après plusieurs exploitants, le site est détruit durant la Première Guerre mondiale et- reconstruit en 1924 avec l'apport de matériel (forge et pilons) et des indemnités de dommages de guerre de la chaudronnerie de fer et cuivre Philippe et Essertier, également établie à Margny depuis 1871. Cette nouvelle entreprise Thomas et Essertier de construction mécanique est spécialisée  dans la fabrication d'appareils de sucrerie, distillerie et féculerie. En 1962, l'entreprise est référencée en activité de tôlerie diverse. En 1964, elle est rachetée par l'entreprise de construction mécanique Poclain. À partir de 1991, la majeure partie des bâtiments sont rasés pour laisser place depuis 1992 à un ensemble immobilier d'habitations. En 1962, elle employait plus de 100 travailleurs[78].
  - Brosserie et usine de tabletterie Michaelis ; puis usine de tabletterie des bois ouvrés, puis Dupont ; puis usine de petite métallurgie de la Société d'installation thermique et hydraulique T.A.S., 131 rue Raymonr-Poincarré, dont- les locaux sont construits en 1912 et complétés à la fin du 3e quart du XXe siècle par des magasins industriels[79]

### Personnalités liées à la commune
- La capture de Jeanne d'Arc (1412-1431), héroïne de l'histoire de France, cheffe de guerre et sainte de l'Église catholique, a lieu à Margny-lès-Compiègne le 23 mai 1430.
- Le futur as de l'aviation Georges Guynemer (1894-1917), vivant alors à Compiègne avec sa famille, effectue durant l'été 1912 (ou à Pâques 1913[80]), Georges Guynemer, vivant alors à Compiègne avec sa famille, effectue son premier vol en tant que passager, à partir du terrain de Corbeaulieu[29] son premier vol en tant que passager, dans un appareil piloté par Lucien Malzassard[81].

- André Geoffroy (1911-1944), militaire, Compagnon de la Libération, est né dans la commune et y est inhumé.
- François Leterrier (1929-2020), réalisateur, scénariste et un acteur français, y est né.

### Héraldique
| Blason de Margny-lès-Compiègne | Blason  | Parti au premier d'azur au lion d'argent, au second d'orangé à la fleur de lys aussi d'argent, au chef d'azur chargé d'un m stylisé en onde orangé |
| Blason de Margny-lès-Compiègne | Détails | Le statut officiel du blason reste à déterminer.                                                                                                   |

## Pour approfondir